# 2-甲基戊酸乙酯
2-甲基戊酸乙酯（英語：Ethyl 2-methylvalerate，ethyl 2-methylpentanoate），俗称母菊酯（英語：manzanate），为一种酯类化合物，化学式为C8H16O2。为无色液体，具有苹果类果香味，并带有苹果汁和甜菠萝气息。通常用作食品香精，除此之外还有其他领域用途。2-甲基戊酸酯至少有2种对映体。 不同对映体之间通常具有不同或相似的气味。

## 合成
2-甲基戊酸乙酯通常由2-甲基戊酸与乙醇在无机酸催化下发生酯化反应得到。
也可以由2-甲基戊酸钠与硫酸二乙酯反应后经蒸空蒸馏得到。